# UCI Oceania Tour 2021
Navigation
Édition précédente Édition suivante
L'UCI Oceania Tour 2021 est la 17e édition de l'UCI Oceania Tour, l'un des cinq circuits continentaux de cyclisme de l'Union cycliste internationale. Il est composé de deux compétitions organisées du 13 au 23 janvier 2021 en Océanie.

## Équipes
Les équipes qui peuvent participer aux différentes courses dépendent de la catégorie de l'épreuve. Par exemple, les UCI WorldTeams ne peuvent participer qu'aux courses .1 et leur nombre par épreuves est limité.
| Catégorie | Catégorie               | Équipes                                                                                 |
| --------- | ----------------------- | --------------------------------------------------------------------------------------- |
| .1        | 1.1 (Course d'un jour)  | * UCI WorldTeam (max 50 %) * UCI ProTeam * Équipe continentale * Sélection nationale    |
| .1        | 2.1 (Course par étapes) | * UCI WorldTeam (max 50 %) * UCI ProTeam * Équipe continentale * Sélection nationale    |
| .2        | 1.2 (Course d'un jour)  | * UCI ProTeam * Équipe continentale * Sélection nationale * Équipe régionale et de club |
| .2        | 2.2 (Course par étapes) | * UCI ProTeam * Équipe continentale * Sélection nationale * Équipe régionale et de club |

## Calendrier des épreuves

### Janvier
| Date  | Course                    | Pays             | Classe | Vainqueur     | Équipe                          |
| ----- | ------------------------- | ---------------- | ------ | ------------- | ------------------------------- |
| 13-17 | New Zealand Cycle Classic | Nouvelle-Zélande | 2.2    | Corbin Strong | Nouvelle-Zélande                |
| 23    | Gravel and Tar Classic    | Nouvelle-Zélande | 1.2    | Aaron Gate    | Black Spoke Pro Cycling Academy |

## Classements
- Note: classements définitifs au 31 octobre[3],[4]

### Classement individuel
Il est composé de tous les coureurs du continent qui ont marqué des points au classement mondial UCI 2021. Ils peuvent appartenir à la fois à des équipes amateurs, à des équipes professionnelles, y compris les UCI WorldTeams.
| #   | Coureur           | Équipe                  | Pts.    |
| --- | ----------------- | ----------------------- | ------- |
| 1   | Richie Porte      | Ineos Grenadiers        | 1303.33 |
| 2   | Ben O'Connor      | AG2R Citroën Team       | 1227    |
| 3   | Jack Haig         | Bahrain Victorious      | 1131    |
| 4   | Michael Matthews  | Team BikeExchange       | 1087    |
| 5   | Caleb Ewan        | Lotto-Soudal            | 766     |
| 6   | Michael Storer    | Team DSM                | 526     |
| 7   | Lucas Hamilton    | Team BikeExchange       | 490     |
| 8   | Rohan Dennis      | Ineos Grenadiers        | 471.33  |
| 9   | George Bennett    | Jumbo-Visma             | 366     |
| 10  | Heinrich Haussler | Bahrain Victorious      | 346     |
| 11  | Simon Clarke      | Team Qhubeka NextHash   | 297     |
| 12  | Nick Schultz      | Team BikeExchange       | 253     |
| 13  | Luke Durbridge    | Team BikeExchange       | 251     |
| 14  | Finn Fisher-Black | UAE Team Emirates       | 245.17  |
| 15  | Chris Harper      | Jumbo-Visma             | 203     |
| 16  | Aaron Gate        | Black Spoke Pro Cycling | 185.5   |
| 17  | Jai Hindley       | Team DSM                | 182     |
| 17  | Damien Howson     | Team BikeExchange       | 182     |
| DSQ | Robert Stannard   | Team BikeExchange       | 160     |
| 20  | Jay Vine          | Alpecin-Fenix           | 155     |

* : Coureur de moins de 23 ans

### Classement par équipes
Il est calculé avec la somme des points obtenus par les 8 meilleurs coureurs de chaque équipe (hors WorldTeams) au classement individuel. Le classement inclut uniquement les équipes qui sont enregistrées sur le continent.
| # | Équipe                             | Pts.  |
| - | ---------------------------------- | ----- |
| 1 | Black Spoke Pro Cycling            | 461.5 |
| 2 | Global 6 Cycling                   | 131   |
| 3 | Team BridgeLane                    | 80    |
| 4 | St George Continental Cycling Team | 73    |
| 5 | ARA Pro Racing Sunshine Coast      | 1     |

| # | Pays             | Pts.    |
| - | ---------------- | ------- |
| 1 | Australie        | 7001.66 |
| 2 | Nouvelle-Zélande | 1391.34 |

| # | Pays             | Pts.   |
| - | ---------------- | ------ |
| 1 | Nouvelle-Zélande | 627.68 |
| 2 | Australie        | 244    |